# ウィリアムズ・FW38
ウィリアムズ・FW38 (Williams FW38) は、ウィリアムズが2016年のF1世界選手権参戦用に開発したフォーミュラ1カーである。

## 概要
この年参加する全11チームに先駆けて2016年2月19日に公開された。前年のFW37の正常進化型で、見た目の違いはサイドポーンツーンの空気取り入れ口の形状が若干丸みを帯びたぐらいであるが、チーフ・テクニカルオフィサーのパット・シモンズはFW36やFW37に見られた弱点である低速域でのパフォーマンス改善に努めたと述べた。

## 2016年シーズン
初開催のバクーで行われたヨーロッパGPの予選でバルテリ・ボッタスがF1史上最高速度の378km/hをマークした。ボッタスはメキシコGPの決勝で372.5km/hを出し、決勝では2005年イタリアGPのファン・パブロ・モントーヤ（372.6km/h)に次ぐ歴代2番目の速度となった。
この事は、2014年以降の高速コース向き・低速コースが不得手なクルマの特徴がいまだ残り続けている証明でもあった。ダウンフォースが少なくホイールスピンが起きやすく、タイヤ消耗が激しい特徴も同じであった。
上記のような速さはあったものの、この年は同じメルセデス製パワーユニットを搭載するフォース・インディアを下回り、コンストラクターズランキング5位に転落した。表彰台もカナダGPでボッタスが3位になったのみであった。中盤以降タイヤ交換を他チームより一回少なくする作戦が多かったが、相対的な他チームとの性能差は広がる一方だった。イタリアGPを前に、フェリペ・マッサが2016年限りでのF1引退を発表した（ただし、翌2017年1月に撤回）。
この年をもってチームを去ったシモンズは、FW38の“根本的な欠点”が空力にあったと指摘している。

## スペック

### シャーシ
- シャーシ名：FW38[8]
- シャーシ構造：カーボンファイバー/ハニカムコンポジット構造
- ブレーキキャリパー：APレーシング
- ブレーキディスク・パッド：APレーシング ベンチレーテッド式カーボンファイバーディスクブレーキ
- サスペンション：前後独立懸架 前輪プッシュロッド式/後輪プルロッド式トーションスプリング
- ギアボックス：ウィリアムズ製 縦置き セミオートマチック・シーケンシャル電子制御（クイックシフト） 8速＋リバース1速
- ホイール：APP-TECH 鍛造マグネシウムホイール
- 重量：702kg（冷却水・潤滑油・ドライバーを含む）
- タイヤ：ピレリ P-Zero
- 全長：5,000mm
- 全高：950mm
- 全幅：1,800mm

### エンジン
- エンジン名：メルセデス PU106C Hybrid
- 気筒数・角度：V型6気筒・90度
- 排気量：1,600cc
- 最高回転数：15,000rpm（レギュレーションで規定）
- シリンダーブロック：砂型鋳造アルミニウム製
- ターボ：シングル
- バルブ数：24
- バルブ駆動：圧搾空気式

### ERS システム
- メーカー：メルセデスAMG F1 HPP
- バッテリー出力：4MJ（1周あたり）
- MGU-K 出力：120kW
- MGU-K 最高回転数：50,000 rpm
- MGU-H 最高回転数：125,000 rpm

## 記録
| 年   | No. | ドライバー | 1   | 2   | 3   | 4   | 5   | 6   | 7   | 8   | 9   | 10  | 11  | 12  | 13  | 14  | 15  | 16  | 17  | 18  | 19  | 20  | 21  | ポイント | ランキング |
| 年   | No. | ドライバー | AUS | BHR | CHN | RUS | ESP | MON | CAN | EUR | AUT | GBR | HUN | GER | BEL | ITA | SIN | MAL | JPN | USA | MEX | BRA | ABU | ポイント | ランキング |
| ---- | --- | ---------- | --- | --- | --- | --- | --- | --- | --- | --- | --- | --- | --- | --- | --- | --- | --- | --- | --- | --- | --- | --- | --- | -------- | ---------- |
| 2016 | 19  | マッサ     | 5   | 8   | 6   | 5   | 8   | 10  | Ret | 10  | 20† | 11  | 18  | Ret | 10  | 9   | 12  | 13  | 9   | 7   | 9   | Ret | 9   | 138      | 5位        |
| 2016 | 77  | ボッタス   | 8   | 9   | 10  | 4   | 5   | 12  | 3   | 6   | 9   | 14  | 9   | 9   | 8   | 6   | Ret | 5   | 10  | 16  | 8   | 11  | Ret | 138      | 5位        |

- 太字はポールポジション、斜字はファステストラップ（key）
- † 印はリタイアだが、90%以上の距離を走行したため規定により完走扱い。